# Thelotrema subgranulosum
Thelotrema subgranulosum är en lavart som beskrevs av Antonio Jatta 1911. 
Thelotrema subgranulosum ingår i släktet Thelotrema och familjen Thelotremataceae. Inga underarter finns listade i Catalogue of Life.